# Lista över Republiken Kinas premiärministrar

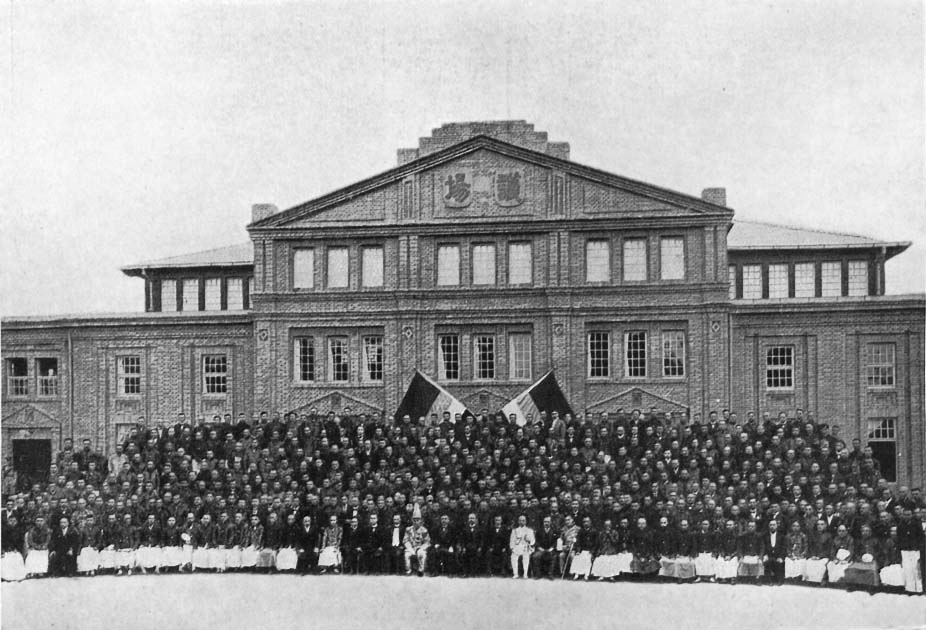
Det kinesiska parlamentet samlat utanför parlamentsbyggnaden den 1 augusti 1916.

Här följer en komplett lista över Republiken Kinas premiärministrar sedan republikens grundande 1912 fram till idag, då den har sitt säte på Taiwan. Republiken Kinas premiärminister har haft olika formella titlar genom åren och sedan 1928 har den formella titeln varit "ministerpresident i Republikens Kinas exekutiva råd" (中華民國行政院院長).

## Premiärministrar i Republiken Kinas kabinett (1912-1914)

Republiken Kinas flagga 1912-1928.

Enligt Republiken Kinas provisoriska konstitution, som antogs 1912, skulle ledaren för majoritetspartiet eller majoritetskoalitionen utnämnas till premiärminister av presidenten.
| T# | I# | Porträtt | Namn                                                                  | Tillträdde        | Avgick            | Dagar | Parti           |
| -- | -- | -------- | --------------------------------------------------------------------- | ----------------- | ----------------- | ----- | --------------- |
| 1  | 1  |          | Tang Shaoyi 唐紹儀 Táng Shàoyí (1862–1938)                            | 13 mars 1912      | 27 juni 1912      | 106   | Beiyang-klicken |
| 2  | 2  |          | Pierre-Célestin Lou Lou Tseng-tsiang 陸徵祥 Lù Zhēngxiáng (1871–1949) | 29 juni 1912      | 22 september 1912 | 56    | Beiyang-klicken |
| 3  | 3  |          | Zhao Bingjun 趙秉鈞 Zhào Bǐngjūn (1859–1914)                          | 25 september 1912 | 1 maj 1913        | 252   | Beiyang-klicken |
| -  | -  |          | tillförordnad Duan Qirui 段祺瑞 Duàn Qíruì (1865–1936)                | 1 maj 1913        | 31 juli 1913      | 91    | Beiyang-klicken |
| 4  | 4  |          | Xiong Xiling 熊希龄 Xióng Xīlíng (1870–1937)                          | 31 juli 1913      | 12 februari 1914  | 196   | Beiyang-klicken |
| -  | -  |          | tillförordnad Sun Baoqi 孫寶琦 Sūn Bǎoqí (1867–1931)                  | 12 februari 1914  | 1 maj 1914        | 78    | Beiyang-klicken |

## Republiken Kinas statssekreterare (1914–1916)
| T# | I#  | Porträtt | Namn                                                                                | Tillträdde       | Avgick           | Dagar | Parti               |
| -- | --- | -------- | ----------------------------------------------------------------------------------- | ---------------- | ---------------- | ----- | ------------------- |
| 1  | 1   |          | Xu Shichang 徐世昌 Xú Shìchāng (1855–1939)                                          | 1 maj 1914       | 22 december 1915 | 600   | Beiyang-klicken     |
| -  | -   |          | tillförordnad Pierre-Célestin Lou Lou Tseng-tsiang 陸徵祥 Lù Zhēngxiáng (1871–1949) | 22 december 1915 | 22 mars 1916     | 91    | Hongxian-regeringen |
| 2  | (1) |          | Xu Shichang 徐世昌 Xú Shìchāng (1855–1939)                                          | 22 mars 1916     | 23 april 1916    | 32    | Beiyang-klicken     |
| 3  | 2   |          | Duan Qirui 段祺瑞 Duàn Qíruì (1865–1936)                                            | 23 april 1916    | 29 juni 1916     | 67    | Beiyang-klicken     |

## Premiärministrar i Republiken Kinas statsråd (1916–1917)
| T# | I# | Porträtt | Namn                                                     | Tillträdde   | Avgick      | Dagar | Parti               |
| -- | -- | -------- | -------------------------------------------------------- | ------------ | ----------- | ----- | ------------------- |
| 1  | 1  |          | Duan Qirui 段祺瑞 Duàn Qíruì (1865–1936)                 | 29 juni 1916 | 23 maj 1917 | 328   | Progressiva partiet |
| -  | -  |          | tillförordnad Wu Tingfang 伍廷芳 Wu Tíngfāng (1842–1922) | 23 maj 1917  | 28 maj 1917 | 5     | Progressiva partiet |
| 2  | 2  |          | Li Jingxi 李經羲 Li Jīngxī (1859–1925)                   | 28 maj 1917  | 1 juli 1917 | 34    | Progressiva partiet |

## Premiärminister i den återupprättade Qingdynastin (1917)
Den 1 juli 1917 genomförde den lojalistiske krigsherren Zhang Xun en statskupp för att återupprätta Qingdynastin och blev i gengäld utnämnd till premiärminister av kejsar Puyi. Zhang besegrades dock redan den 12 juli av Duan Qirui och Republiken Kina återställdes.
| T# | I# | Porträtt | Namn                                 | Tillträdde  | Avgick       | Dagar | Parti |
| -- | -- | -------- | ------------------------------------ | ----------- | ------------ | ----- | ----- |
| 1  | 1  |          | Zhang Xun 張勳 Zhāng Xūn (1854–1923) | 1 juli 1917 | 12 juli 1917 | 16    | Inget |

## Premiärministrar i Republiken Kinas statsråd (1917–1925)
| T# | I#  | Porträtt | Namn                                                                        | Tillträdde        | Avgick            | Dagar | Parti                  |
| -- | --- | -------- | --------------------------------------------------------------------------- | ----------------- | ----------------- | ----- | ---------------------- |
| 4  | (2) |          | Duan Qirui 段祺瑞 Duàn Qíruì (1865–1936)                                    | 14 juli 1917      | 22 november 1917  | 128   | Anhui-klicken          |
| -  | -   |          | tillförordnad Wang Daxie 汪大燮 Wāng Dàxiè (1860–1929)                      | 22 november 1917  | 30 november 1917  | 8     | Zhili-klicken          |
| -  | -   |          | tillförordnad Wang Shizhen 王士珍 Wáng Shìzhēn (1861–1930)                  | 30 november 1917  | 20 februari 1918  | 82    | Anhui-klicken          |
| -  | -   |          | tillförordnad Qian Nengxun 錢能訓 Qián Néngxun (1869–1924)                  | 20 februari 1918  | 23 mars 1918      | 31    | Anhui-klicken          |
| 5  | (2) |          | Duan Qirui 段祺瑞 Duàn Qíruì (1865–1936)                                    | 23 mars 1918      | 10 oktober 1918   | 201   | Anhui-klicken          |
| -  | -   |          | tillförordnad Qian Nengxun 錢能訓 Qián Néngxun (1869–1924)                  | 10 oktober 1918   | 13 juni 1919      | 246   | Anhui-klicken          |
| -  | -   |          | tillförordnad Gong Xinzhan 龔心湛 Gōng Xīnzhàn (1871–1943)                  | 13 juni 1919      | 24 september 1919 | 103   | Anhui-klicken          |
| -  | -   |          | tillförordnad Jin Yunpeng 靳雲鵬 Jìn Yúnpéng (1877–1951)                    | 24 september 1919 | 5 november 1919   | 42    | Anhui-klicken          |
| 6  | 3   |          | Jin Yunpeng 靳雲鵬 Jìn Yúnpéng (1877–1951)                                  | 5 november 1919   | 14 maj 1920       | 191   | Anhui-klicken          |
| 7  | 4   |          | Sa Zhenbing 薩鎮冰 Sà Zhènbīng (1859–1952)                                  | 14 maj 1920       | 9 augusti 1920    | 87    | Anhui-klicken          |
| 8  | (3) |          | Jin Yunpeng 靳雲鵬 Jìn Yúnpéng (1877–1951)                                  | 9 augusti 1920    | 18 december 1921  | 496   | Anhui-klicken          |
| -  | -   |          | tillförordnad W.W. Yan Yan Huiqing 顏惠慶 Yán Huìqìng (1877–1950)           | 18 december 1921  | 24 december 1921  | 6     | Zhili-klicken          |
| 9  | 5   |          | Liang Shiyi 梁士詒 Liáng Shìyí (1869–1933)                                  | 24 december 1921  | 25 januari 1922   | 32    | Kommunikations-klicken |
| -  | -   |          | tillförordnad W.W. Yan Yan Huiqing 顏惠慶 Yán Huìqìng (1877–1950)           | 25 januari 1922   | 8 april 1922      | 73    | Zhili-klicken          |
| -  | -   |          | tillförordnad Zhou Ziqi 周自齊 Zhōu Zìqí (1871–1923)                        | 8 april 1922      | 11 juni 1922      | 64    | Zhili-klicken          |
| 10 | 6   |          | W.W. Yan Yan Huiqing 顏惠慶 Yán Huìqìng (1877–1950)                         | 11 juni 1922      | 5 augusti 1922    | 55    | Zhili-klicken          |
| -  | -   |          | tillförordnad Wang Chonghui 王寵惠 Wáng Chǒnghuì (1881–1958)                | 5 augusti 1922    | 29 november 1922  | 116   | Inget                  |
| -  | -   |          | tillförordnad Wang Daxie 汪大燮 Wāng Dàxiè (1860–1929)                      | 29 november 1922  | 11 december 1922  | 12    | Zhili-klicken          |
| -  | -   |          | tillförordnad Wang Zhengting 王正廷 Wáng Zhèngtíng (1882–1961)              | 11 december 1922  | 4 januari 1923    | 24    | Inget                  |
| 11 | 7   |          | Zhang Shaozeng 張紹曾 Zhāng Shàozéng (1879–1928)                            | 4 januari 1923    | 9 september 1923  | 248   | Beiyang-klicken        |
| 12 | 8   |          | Gao Lingwei 高凌霨 Gāo Língwèi (1868–1939)                                  | 9 september 1923  | 12 januari 1924   | 125   | Inget                  |
| 13 | 9   |          | Sun Baoqi 孫寶琦 Sūn Bǎoqí (1867–1931)                                      | 12 januari 1924   | 2 juli 1924       | 172   | Beiyang-klicken        |
| -  | -   |          | tillförordnad V.K. Wellington Koo Koo Vi-kyuin 顧維鈞 Gù Wéijūn (1887–1985) | 2 juli 1924       | 14 september 1924 | 74    | Inget                  |
| 14 | 10  |          | W.W. Yan Yan Huiqing 顏惠慶 Yán Huìqìng (1877–1950)                         | 14 september 1924 | 31 oktober 1924   | 47    | Zhili-klicken          |
| -  | -   |          | Huang Fu 黃郛 Huáng Fú (1883–1936)                                          | 31 oktober 1924   | 24 november 1924  | 24    | Inget                  |

Premiärministerposten avskaffades från 25 november 1924 till den 26 december 1925.  Regeringschef under denna tidsperiod var Duan Qirui, Republiken Kinas provisoriska överhuvud.

## Premiärministrar i Republiken Kinas statsråd (1925–1928)
| T# | I#   | Porträtt | Namn                                                                        | Tillträdde       | Avgick         | Dagar | Parti |
| -- | ---- | -------- | --------------------------------------------------------------------------- | ---------------- | -------------- | ----- | ----- |
| 15 | 11   |          | Xu Shiying 許世英 Xǔ Shìyīng (1873–1964)                                    | 26 december 1925 | 4 mars 1926    | 68    | Inget |
| -  | -    |          | tillförordnad Jia Deyao 賈德耀 Jiǎ Déyào (1880–1940)                        | 4 mars 1926      | 20 april 1926  | 47    | Inget |
| -  | -    |          | tillförordnad Hu Weide 胡惟德 Hú Wéidé (1863–1933)                          | 20 april 1926    | 13 maj 1926    | 23    | Inget |
| 16 | (10) |          | W.W. Yan Yan Huiqing 顏惠慶 Yán Huìqìng (1877–1950)                         | 13 maj 1926      | 22 juni 1926   | 40    | Inget |
| -  | -    |          | tillförordnad Du Xigui 杜錫珪 Dù Xīguī (1875–1933)                          | 22 juni 1926     | 1 oktober 1926 | 101   | Inget |
| -  | -    |          | tillförordnad V.K. Wellington Koo Koo Vi-kyuin 顧維鈞 Gù Wéijūn (1887–1985) | 1 oktober 1926   | 18 juni 1927   | 260   | Inget |
|    |      |          | tillförordnad Pan Fu 潘復 Pān Fù (1883–1936)                                | 18 juni 1927     | 2 juni 1928    | 350   | Inget |

## Ministerpresidenter för Republiken Kinas exekutiva råd (1928–1948)

Republiken Kinas flagga från och med 1928.

När Chiang Kai-shek upprättade den nationalistiska Nanking-regeringen 1928, så ersatte han titeln premiärminister med "ministerpresident (eller konseljpresident) för Republiken Kinas exekutiva råd" för att markera skillnaden gentemot den tidigare Peking-regeringen som dominerats av olika krigsherrar. Den nationella regeringen flyttade till Chongqing under det andra kinesisk-japanska kriget och under det kinesiska inbördeskriget flyttades regeringssätet till Taipei.
| T#                             | I#  | Porträtt | Namn                                                                                  | Tillträdde        | Avgick            | Dagar | Parti                                         |
| ------------------------------ | --- | -------- | ------------------------------------------------------------------------------------- | ----------------- | ----------------- | ----- | --------------------------------------------- |
| Chiang Kai-sheks presidentskap |     |          |                                                                                       |                   |                   |       |                                               |
| 1                              | 1   |          | Tan Yankai 譚延闓 Tán Yánkǎi (1880–1930)                                              | 25 oktober 1928   | 22 september 1930 | 842   | Kuomintang (Det kinesiska nationalistpartiet) |
| 2                              | 2   |          | T.V. Soong Soong Tse-ven 宋子文 Sòng Ziwén (1894–1971)                                | 25 september 1930 | 4 december 1930   | 73    | Kuomintang                                    |
| 3                              | 3   |          | samtidigt tjänstgörande som president Chiang Kai-shek 蔣介石 Jiǎng Jièshí (1887–1975) | 4 december 1930   | 15 december 1931  | 376   | Kuomintang                                    |
| Lin Sens presidentskap         |     |          |                                                                                       |                   |                   |       |                                               |
| 4                              | 4   |          | Chen Mingshu 陳銘樞 Chén Míngshū (1889–1965)                                          | 15 december 1931  | 1 januari 1932    | 17    | Kuomintang                                    |
| 5                              | 5   |          | Sun Fo 孫科 Sūn Kē (1891–1973)                                                        | 1 januari 1932    | 28 januari 1932   | 27    | Kuomintang                                    |
| 6                              | 6   |          | Wang Jingwei 汪兆銘 Wāng Jīngwèi (1883–1944)                                          | 28 januari 1932   | 1 december 1935   | 1403  | Kuomintang                                    |
| 7                              | (3) |          | Chiang Kai-shek 蔣介石 Jiǎng Jièshí (1887–1975)                                       | 7 december 1935   | 1 januari 1938    | 756   | Kuomintang                                    |
| 8                              | 7   |          | H.H. Kung Kung Hsiang-hsi 孔祥熙 Kǒng Xiángxī (1881–1967)                             | 1 januari 1938    | 11 december 1939  | 106   | Kuomintang                                    |
| 9                              | (3) |          | Chiang Kai-shek 蔣介石 Jiǎng Jièshí (1887–1975)                                       | 11 december 1939  | 1 augusti 1943    | 2038  | Kuomintang                                    |
| Chiang Kai-sheks presidentskap |     |          |                                                                                       |                   |                   |       |                                               |
| 9                              | (3) |          | samtidigt tjänstgörande som president Chiang Kai-shek 蔣介石 Jiǎng Jièshí (1887–1975) | 1 augusti 1943    | 31 maj 1945       | 669   | Kuomintang                                    |
| 10                             | (2) |          | T.V. Soong Soong Tse-ven 宋子文 Sòng Ziwén (1894–1971)                                | 31 maj 1945       | 1 mars 1947       | 639   | Kuomintang                                    |
| 11                             | (3) |          | samtidigt tjänstgörande som president Chiang Kai-shek 蔣介石 Jiǎng Jièshí (1887–1975) | 1 mars 1947       | 18 april 1947     | 48    | Kuomintang                                    |
| 12                             | 8   |          | Chang Ch'ün 張群 Zhāng Qún (1889–1990)                                                | 18 april 1947     | 24 maj 1948       | 402   | Kuomintang                                    |

## Ministerpresidenter för Republiken Kinas exekutiva råd (1948- )
| T#                              | I#   | Porträtt | Namn                                                       | Tillträdde                                                | Avgick            | Dagar | Parti                                     |
| ------------------------------- | ---- | -------- | ---------------------------------------------------------- | --------------------------------------------------------- | ----------------- | ----- | ----------------------------------------- |
| Chiang Kai-sheks presidentskap  |      |          |                                                            |                                                           |                   |       |                                           |
| 13                              | 9    |          | Weng Wenhao 翁文灝 Wēng Wénhào (1889–1971)                 | 24 maj 1948                                               | 26 november 1948  | 186   | Kuomintang (Kinesiska nationalistpartiet) |
| 14                              | (5)  |          | Sun Fo 孫科 Sūn Kē (1891–1973)                             | 26 november 1948                                          | 12 mars 1949      | 106   | Kuomintang                                |
| 15                              | 10   |          | He Yingqin 何應欽 Hé Yìngqīn (1890–1987)                   | 12 mars 1949                                              | 3 juni 1949       | 83    | Kuomintang                                |
| 16                              | 11   |          | Yan Xishan 閻錫山 Yán Xíshān (1883–1960)                   | 3 juni 1949                                               | 7 mars 1950       | 277   | Kuomintang                                |
| 17                              | 12   |          | Chen Cheng 陳誠 Chén Chéng (1897–1965)                     | 7 mars 1950                                               | 7 juni 1954       | 1553  | Kuomintang                                |
| 18                              | 13   |          | Yu Hung-Chun 俞鴻鈞 Yú Hóngjūn (1897–1960)                 | 7 juni 1954                                               | 30 juni 1958      | 1484  | Kuomintang                                |
| 19                              | (12) |          | Chen Cheng 陳誠 Chén Chéng (1897–1965)                     | 30 juni 1958                                              | 15 december 1963  | 1994  | Kuomintang                                |
| 20                              | 14   |          | Yen Chia-kan 嚴家淦 Yán Jiāgàn (1905–1993)                 | 15 december 1963                                          | 29 maj 1972       | 3088  | Kuomintang                                |
| 21                              | 15   |          | Chiang Ching-kuo 蔣經國 Jiǎng Jīngguó (1910–1988)          | 29 maj 1972                                               | 5 april 1975      | 1041  | Kuomintang                                |
| Yen Chia-kans presidentskap     |      |          |                                                            |                                                           |                   |       |                                           |
| 21                              | 15   |          | Chiang Ching-kuo 蔣經國 Jiǎng Jīngguó (1910–1988)          | 5 april 1975                                              | 28 maj 1978       | 1149  | Kuomintang                                |
| Chiang Ching-kuos presidentskap |      |          |                                                            |                                                           |                   |       |                                           |
| 22                              | 16   |          | Sun Yun-suan 孫運璿 Sūn Yùnxuán (1913–2006)                | 30 maj 1978                                               | 20 maj 1984       | 2184  | Kuomintang                                |
| 23                              | 17   |          | Yu Kuo-hwa 俞國華 Yú Guóhuá (1914–2000)                    | 20 maj 1984                                               | 13 januari 1988   | 1333  | Kuomintang                                |
| Lee Teng-huis presidentskap     |      |          |                                                            |                                                           |                   |       |                                           |
| 23                              | 17   |          | Yu Kuo-hwa 俞國華 Yú Guóhuá (1914–2000)                    | 13 januari 1988                                           | 21 maj 1989       | 494   | Kuomintang                                |
| 24                              | 18   |          | Lee Huan 李煥 Lǐ Huàn (1917–2010)                          | 21 maj 1989                                               | 30 maj 1990       | 374   | Kuomintang                                |
| 25                              | 19   |          | Hau Pei-tsun 郝柏村 Hǎo Bócūn (1919– )                     | 30 maj 1990                                               | 10 februari 1993  | 987   | Kuomintang                                |
| 26                              | 20   |          | Lien Chan 連戰 Lián Zhàn (1936– )                          | 10 februari 1993                                          | 1 september 1997  | 1664  | Kuomintang                                |
| 27                              | 21   |          | Vincent Siew Siew Wan-chang 蕭萬長 Xiāo Wàncháng (1939– )  | 1 september 1997                                          | 20 maj 2000       | 992   | Kuomintang                                |
| Chen Shui-bians presidentskap   |      |          |                                                            |                                                           |                   |       |                                           |
| 28                              | 22   |          | Tang Fei 唐飛 Táng Fēi (1933– )                            | 20 maj 2000                                               | 6 oktober 2000    | 139   | Kuomintang                                |
| 29                              | 23   |          | Chang Chun-hsiung 張俊雄 Zhāng Jùnxióng (1938– )           | 6 oktober 2000                                            | 1 februari 2002   | 483   | Demokratiska framstegspartiet             |
| 30                              | 24   |          | Yu Shyi-kun 游錫堃 Yóu Xíkūn (1948– )                      | 1 februari 2002                                           | 1 februari 2005   | 1096  | Demokratiska framstegspartiet             |
| 31                              | 25   |          | Frank Hsieh Hsieh Chang-ting 謝長廷 Xiè Chángtíng (1946– ) | 1 februari 2005                                           | 25 januari 2006   | 358   | Demokratiska framstegspartiet             |
| 32                              | 26   |          | Su Tseng-chang 蘇貞昌 Sū Zhēnchāng (1947– )                | 25 januari 2006                                           | 21 maj 2007       | 481   | Demokratiska framstegspartiet             |
| 33                              | (23) |          | Chang Chun-hsiung 張俊雄 Zhāng Jùnxióng (1938– )           | 21 maj 2007                                               | 20 maj 2008       | 365   | Demokratiska framstegspartiet             |
| Ma Ying-jeous presidentskap     |      |          |                                                            |                                                           |                   |       |                                           |
| 34                              | 27   |          | Liu Chao-shiuan 劉兆玄 Liú Zhàoxuán (1943– )               | 20 maj 2008                                               | 10 september 2009 | 478   | Kuomintang                                |
| 35                              | 28   |          | Wu Den-yih 吳敦義 Wú Dūnyì (1948– )                        | 10 september 2009                                         | 6 februari 2012   | 879   | Kuomintang                                |
| 36                              | 29   |          | Sean Chen Chen Chun 陳冲 Chén Chōng (1949– )               | 6 februari 2012                                           | 18 februari 2013  | 378   | Kuomintang                                |
| 37                              | 30   |          | Jiang Yi-huah 江宜樺 Jiāng Yīhuá (1960– )                  | 18 februari 2013                                          | 8 december 2014   | 658   | Kuomintang                                |
| 38                              | 31   |          | Mao Chi-kuo 毛治國 Máo Zhìguó (1948– )                     | 8 december 2014                                           | 18 januari 2016   | 406   | Kuomintang                                |
| 39                              | 32   |          | Chang San-cheng 張善政 Zhāng Shànzhèng (1954– )            | 18 januari 2016 (som tillförordnad 18 januari–1 februari) | 20 maj 2016       | 123   | Oberoende                                 |
| Tsai Ing-wens presidentskap     |      |          |                                                            |                                                           |                   |       |                                           |
| 40                              | 33   |          | Lin Chuan 林全 Lín Quán (1951– )                           | 20 maj 2016                                               | 8 september 2017  | 476   | Oberoende                                 |
| 41                              | 34   |          | Lai Ching-te 賴清德 Lài Qīngdé (1959– )                    | 8 september 2017                                          | 14 januari 2019   | 969   | Demokratiska framstegspartiet             |
| 42                              | 35   |          | Su Tseng-chang 蘇貞昌 Sū Zhēnchāng (1947– )                | 14 januari 2019                                           | 31 januari 2023   | 2230  | Demokratiska framstegspartiet             |
| 43                              | 36   |          | Chen Chien-jen 陈建仁 Čens Dzjanrens (1951– )              | 31 januari 2023                                           | innehar ämbetet   |       | Demokratiska framstegspartiet             |